# العلاقات الأمريكية الجنوب إفريقية
العلاقات الأمريكية الجنوب أفريقية هي العلاقات الثنائية التي تجمع بين الولايات المتحدة وجنوب أفريقيا. ترتبط الولايات المتحدة وجنوب أفريقيا ببعضهما اقتصاديًا منذ أواخر القرن الثامن عشر واستمر هذا الارتباط حتى القرن الحادي والعشرين. شهدت العلاقات الأمريكية الجنوب أفريقية فترات من التوتر طوال القرن العشرين بسبب حكم البيض العنصري في جنوب أفريقيا من 1948-1994. بعد نظام الأبارتيد في جنوب أفريقيا، طوّرت الولايات المتحدة وجنوب أفريقيا مع بعضهما علاقة مفيدة استراتيجيًا وسياسيًا واقتصاديًا.

## لمحة تاريخية

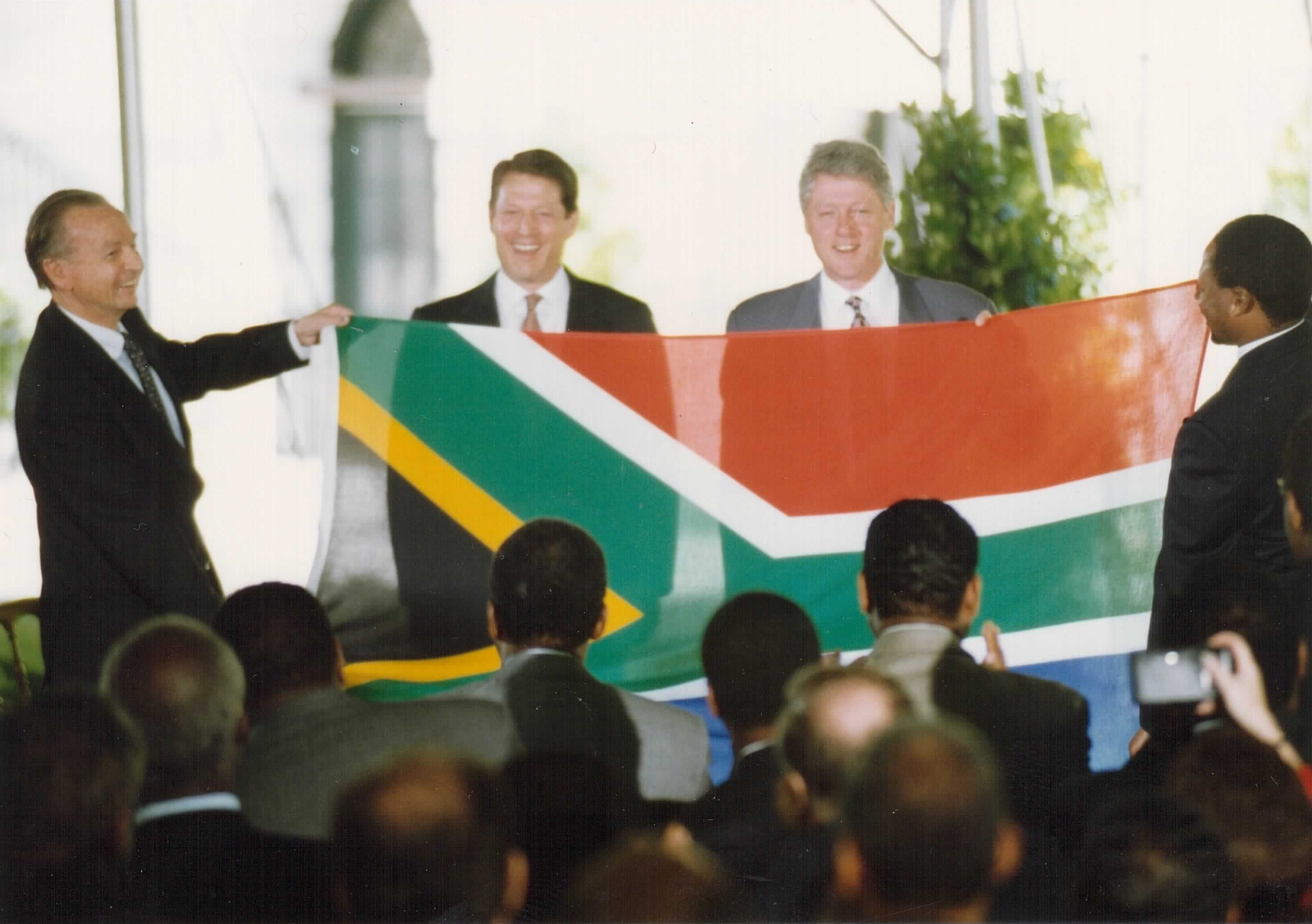
السفير الجنوب أفريقي هاري شورتز يكشف عن العلم الجديد لجنوب أفريقيا برفقة الرئيس الأمريكي بيل كلينتون عام 1994

حافظت الولايات المتحدة على وجود رسمي لها في جنوب أفريقيا منذ عام 1799، عندما افتُتحت قنصلية أمريكية في كيب تاون. تقع السفارة الأمريكية في بريتوريا، والقنصليات العامة في جوهانسبرغ وديربان وكيب تاون. في عام 1929، أقامت الولايات المتحدة وجنوب أفريقيا علاقات دبلوماسية رسمية. ومع ذلك، بعد الحرب العالمية الثانية، كان لكل من الولايات المتحدة وجنوب أفريقيا شؤون سياسية أثّرت في علاقاتهما مع العالم كله. دخلت الولايات المتحدة الحرب الباردة مع الاتحاد السوفيتي؛ في حين فاز بشكل متزامن الحزب الوطني في جنوب أفريقيا في انتخابات عام 1948 ضد منافسه الحزب المتحد. عنى وجود الحزب الوطني في السلطة أن السياسات العنصرية التي كانت تؤثر على جنوب أفريقيا أصبحت مشروعة، وأن عصر الأبارتيد بدأ. ونتيجة لذلك، تم تغيير سياسات الولايات المتحدة تجاه جنوب أفريقيا؛ وبشكل عام، اتّسمت العلاقة بين جنوب أفريقيا والولايات المتحدة بالتوتر حتى نهاية حكم الأبارتيد. بعد عصر الأبارتيد، حافظت الولايات المتحدة وجنوب أفريقيا على العلاقات الثنائية.
- فبراير 2025، ترامب يعلن عزمه وقف التمويل المستقبلي لــجنوب إفريقيا، مطالبًا بفتح تحقيق في التعامل السيئ مع شريحة معينة من المواطنين.وفي منشور عبر "تروث سوشيال"، اتهم سلطات بمصادرة الأراضي وارتكاب انتهاكات جسيمة لحقوق الإنسان، مؤكدًا أن واشنطن لن تتسامح مع ذلك وستتخذ الإجراءات اللازمة . [7] [8] [9] [10]

### عصر الأبارتيد
بدأ عصر الأبارتيد في ظل حكم الحزب الوطني الذي انتُخب ووصل إلى السلطة عام 1948. طوال عصر الأبارتيد، تأثرت السياسة الخارجية للولايات المتحدة بشدة بالحرب الباردة. خلال الفترة المبكرة من الأبارتيد في جنوب أفريقيا، حافظت الولايات المتحدة على علاقات ودية مع جنوب أفريقيا، والتي يمكن أن تُعزى إلى المثل المعادية للشيوعية التي اعتنقها الحزب الوطني. ومع ذلك، على مدار القرن العشرين، تأثرت العلاقات بين الولايات المتحدة وجنوب أفريقيا بنظام الأبارتيد القائم في ظل الحزب الوطني. في بعض الأحيان، تعاونت الولايات المتحدة مع جنوب أفريقيا وحافظت على العلاقات الثنائية معها؛ وفي أحيان أخرى اتخذت الولايات المتحدة إجراءات سياسية ضدها.

#### التعاون
طوال عصر الأبارتيد، لعبت الروابط الاقتصادية بين الولايات المتحدة وجنوب أفريقيا دورًا بارزًا في علاقاتهما مع بعضهما. من الخمسينيات إلى الثمانينيات من القرن العشرين، زادت صادرات الولايات المتحدة إلى جنوب أفريقيا ككل ووارداتها منها واستثماراتها المباشرة فيها. كان يُنظر إلى جنوب أفريقيا على أنها شريك تجاري مهم لأنها وفّرت للولايات المتحدة إمكانية الوصول إلى مختلف الموارد المعدنية -مثل الكروم والمنغنيز والفاناديوم- المهمة لصناعة الصلب في الولايات المتحدة. وبصرف النظر عن التجارة والاستثمار، قدمت جنوب أفريقيا أيضًا موقعًا استراتيجيًا لقاعدة بحرية وإمكانية للوصول إلى معظم القارة الأفريقية. بالإضافة إلى ذلك، امتلكت الولايات المتحدة محطة تتبع للصواريخ تابعة لوكالة ناسا تقع في جنوب أفريقيا، والتي أصبحت مثيرة للجدل في السياسة الأمريكية بسبب ممارسة الفصل العنصري في المحطات امتثالًا لسياسة الأبارتيد.

#### المقاومة
بعد مذبحة شاربفيل في عام 1960، بدأت علاقات الولايات المتحدة مع جنوب أفريقيا تخضع للتغييرات. في عام 1963، تحت إدارة كينيدي، فرضت الولايات المتحدة طواعيةً حظرًا على الأسلحة في جنوب أفريقيا بالتعاون مع قرار مجلس الأمن التابع للأمم المتحدة رقم 181. بعد اغتيال الرئيس كينيدي وتحت إدارة جونسون، تأثرت سياسة الولايات المتحدة تجاه جنوب أفريقيا بشكل كبير بحركة الحقوق المدنية التي كانت تحدث في الداخل. فيما يتعلق بالنضال الأفريقي في أفريقيا، قال الرئيس جونسون ما يلي:
«إن السياسة الخارجية للولايات المتحدة متجذرة في حياتها في الداخل. لن نسمح بتقييد حقوق الإنسان في بلادنا. ولن ندعم السياسات في الخارج التي تقوم على حكم الأقليات أو الفكرة المغلوطة بأن الرجال غير متساوين أمام القانون. لن نعيش بمعايير مزدوجة -الإقرار في الخارج بما لا نمارسه في الداخل، أو تبجيل في الداخل ما نتجاهله في الخارج».
كان الإجراء السياسي الأساسي الذي اتخذته إدارة جونسون هو تنفيذ مذكرة إجراءات الأمن القومي 295 في عام 1963. وهذا هدف باختصار إلى تشجيع التغيير في سياسة الأبارتيد في جنوب أفريقيا مع الحفاظ على العلاقات الاقتصادية. وبالمثل، في عام 1968، وضعت إدارة جونسون ورقة سياسة وطنية ناقشت أهداف الولايات المتحدة السياسية لموازنة العلاقات الاقتصادية الثنائية مع جنوب أفريقيا، مع تعزيز إنهاء الأبارتيد في جنوب أفريقيا.
يتفق معظم الباحثين -على الرغم من الجدل- أن إدراة نيكسون وإدارة فورد فشلتا في مناهضة سياسة الأبارتيد في جنوب أفريقيا. تشتهر إدارة كارتر باستراتيجيتها المواجهة لنظام الفصل العنصري وحكم البيض في جنوب أفريقيا. ومع ذلك، على الرغم من أن إدارة كارتر دافعت عن حقوق الإنسان في جنوب أفريقيا، يتفق معظم الباحثين على أنها لم تنجح في إحداث تغيير في جنوب أفريقيا. خشيت إدارة كارتر أن تؤدي تصفية الاستثمارات في الشركات الأمريكية في جنوب أفريقيا إلى تفاقم ظروف الأغلبية السوداء، وتعزيز مكانة الأقلية البيضاء في جنوب أفريقيا. وقد أدى ذلك إلى امتناع إدارة كارتر عن فرض العقوبات -على الأغلب بتشجيع من الحركة المناهضة للأبارتيد- على جنوب أفريقيا، وأدى إلى نمو الاستثمارات في جنوب أفريقيا.
خلال إدارات كل من جونسون ونيكسون وفورد وكارتر، اكتسبت الحركة المناهضة للأبارتيد في الولايات المتحدة بالإضافة إلى حملات سحب الاستثمارات من جنوب أفريقيا دعمًا متزايدًا من الشعب الأمريكي. أدى نمو الحركة المناهضة للأبارتيد وكذلك حملة سحب الاستثمارات إلى زيادة الضغط على حكومة الولايات المتحدة لاتخاذ إجراءات ضد سياسة الأبارتيد في جنوب أفريقيا. خلال هذه الفترة -عندما حصلت هذه الحركات على دعم أكبر أكثر من أي وقت مضى- وصلت إدارة ريغان إلى السلطة.

مارست إدارة ريغان سياسة «الانخراط البنّاء» لدفع جنوب أفريقيا برفق نحو نظام أخلاقي حساس عنصريًا. طوّر مسؤول وزارة الخارجية تشستر كروكر هذه السياسة كجزء من سياسة أكبر للتعاون مع جنوب أفريقيا من أجل معالجة الاضطرابات الإقليمية. ومع ذلك، كان الغضب يستشيط في الولايات المتحدة، حيث دعا القادة في كلا الحزبين إلى فرض عقوبات لمعاقبة جنوب أفريقيا. أعلن لورانس إيغلبرغر، وكيل وزارة الخارجية للشؤون السياسية في عهد ريغان، في يونيو 1983 عن تحوّل واضح في السياسة إلى الإصرار على إحداث تغيير جذري في سياسة بريتوريا العنصرية، إذ انبغى على إدارة ريغان مواجهة الدعم المتزايد من الكونغرس والشعب للعقوبات. كانت السياسة الجديدة غير كافية لقادة مناهضة الأبارتيد أمثال رئيس الأساقفة ديزموند توتو. بعد أسابيع من الإعلان عن حصوله على جائزة نوبل للسلام، ذهب إلى الولايات المتحدة وندّد بسياسة إدارة ريغان باعتبارها غير أخلاقية بطبيعتها. في 4 ديسمبر 1984، أخبر اللجنة الفرعية المعنية بأفريقيا التابعة لمجلس النواب الأمريكي:
«إن الأبارتيد شرٌّ غير أخلاقي وغير مسيحي من وجهة نظري مثل النازية، وفي رأيي إن دعم إدارة ريغان بالتعاون معه هو عمل غير أخلاقي وشر وغير مسيحي بالكامل».
ومع ذلك، في 7 ديسمبر، التقى توتو وجهًا لوجه مع ريغان في البيت الأبيض. واتفقا على أن نظام الأبارتيد كان مبغضًا ويجب تفكيكه بالوسائل السلمية. لأن جهود الانخراط البنّاء لم تنجح في تغيير سياسة الأبارتيد في جنوب أفريقيا، كان على واشنطن العاصمة تكييف هذه السياسة. في عام 1986، رغم جهود الرئيس ريغان لاستخدام حق النقض، سنّ كونغرس الولايات المتحدة قانون مناهضة الأبارتيد الشامل لعام 1986 (CAAA). كان هذا القانون هو الأول في هذا العصر الذي لم يطبّق العقوبات الاقتصادية فحسب، بل عرض أيضًا المساعدة على الضحايا الذين يعيشون تحت حكم الأبارتيد. كان قانون مناهضة الأبارتيد الشامل نقطة الانطلاق لسياسة موحّدة تجاه جنوب أفريقيا في سياسة الولايات المتحدة. في ظل إدارات ريغان وكلينتون وبوش، كانت هناك جهود متواصلة لمحاولة إنهاء الأبارتيد. بحلول عام 1994، أُلغي نظام الأبارتيد في جنوب أفريقيا رسميًا. انتُخب نيلسون مانديلا كأول رئيس لهذه الأمة الديمقراطية الجديدة.

## مقارنة بين البلدين
هذه مقارنة عامة ومرجعية للدولتين:
| وجه المقارنة                                              | الولايات المتحدة                                                                                                  | جنوب أفريقيا |
| --------------------------------------------------------- | --- | --- |
| المساحة (كم2)                                             | 9.83 مليون | 1.22 مليون |
| عدد السكان (نسمة)                                         | 311.58 مليون | 57.73 مليون |
| الكثافة السكانية (ن./كم²)                                 | 31.7 | 47.32 |
| العاصمة                                                   | واشنطن العاصمة | بريتوريا، بلومفونتين، كيب تاون |
| اللغة الرسمية                                             | لغة إنجليزية | لغة إنجليزية، اللغة الأفريقانية، اللغة النديبلي الجنوبية، اللغة السوثو الشمالية، اللغة السوتية، لغة سوازي، اللغة التسونجا، اللغة التسوانية، اللغة الفيندية، اللغة الكوسية، اللغة الزولوية |
| العملة                                                    | دولار أمريكي | راند جنوب أفريقي |
| الناتج المحلي الإجمالي (بليون دولار)                      | 19.39 تريليون | 349.42 مليار |
| الناتج المحلي الإجمالي (تعادل القوة الشرائية) بليون دولار | 18.04 تريليون | 725.91 مليار |
| الناتج المحلي الإجمالي الاسمي للفرد دولار أمريكي          | 56.12 ألف | 5.72 ألف |
| الناتج المحلي الإجمالي للفرد دولار أمريكي                 | 54.63 ألف | 13.05 ألف |
| مؤشر التنمية البشرية                                      | 0.920 | 0.666 |
| رمز المكالمات الدولي                                      | +1 | +27 |
| رمز الإنترنت                                              | .us، حكومة، .mil، Edu.                                                                                            | .za |
| المنطقة الزمنية                                           | توقيت ساموا الأمريكية، توقيت أطلنطي موحد، منطقة زمنية وسطى، توقيت ألاسكا ‏، المنطقة الزمنية الجبلية، توقيت تشامرو ‏ | ت ع م+02:00، أفريقيا/جوهانسبرغ ‏ |

## مدن متوأمة
في ما يلي قائمة باتفاقيات التوأمة بين مدن أمريكية وجنوب أفريقية:
- ترتبط شيكاغو مع ديربان باتفاقية توأمة منذ 2004.[45][45][45][45]
- ترتبط بالم ديسيرت مع بورت إليزابيث باتفاقية توأمة.
- ترتبط سان فرانسيسكو مع كيب تاون باتفاقية توأمة منذ 1970.
- ترتبط نيويورك مع جوهانسبرغ باتفاقية توأمة منذ 2003.[46][46][47][47]
- ترتبط نيو أورلينز مع ديربان باتفاقية توأمة منذ 14 يوليو 1995.
- ترتبط هامبتون مع بيترماريتزبرغ باتفاقية توأمة.
- ترتبط واشنطن العاصمة مع بريتوريا باتفاقية توأمة منذ 19 فبراير 1962.[48]
- ترتبط جاكسونفيل مع بورت إليزابيث باتفاقية توأمة منذ 14 يوليو 1975.

## منظمات دولية مشتركة
يشترك البلدان في عضوية مجموعة من المنظمات الدولية، منها:
| علم المنظمة | اسم المنظمة                        | تاريخ انضمام الولايات المتحدة | تاريخ انضمام جنوب أفريقيا |
| ----------- | ---------------------------------- | ----------------------------- | ------------------------- |
|             | وكالة ضمان الاستثمار متعدد الأطراف | 12 أبريل 1988                 | 10 مارس 1994              |
|             | الاتحاد الدولي للاتصالات           | 1 يوليو 1908                  | 1910                      |
|             | يونسكو                             | 4 نوفمبر 1946                 | 4 نوفمبر 1946             |
|             | البنك الإفريقي للتنمية             | ?                             | ?                         |
|             | الأمم المتحدة                      | 24 أكتوبر 1945                | 7 نوفمبر 1945             |
|             | مؤسسة التمويل الدولية              | 20 يوليو 1956                 | 3 أبريل 1957              |
|             | منظمة الشرطة الجنائية الدولية      | ?                             | ?                         |
|             | الاتحاد البريدي العالمي            | ?                             | ?                         |
|             | منظمة حظر الأسلحة الكيميائية       | ?                             | ?                         |
|             | منظمة التجارة العالمية             | ?                             | 1995                      |
|             | نظام تحكم تكنولوجيا القذائف        | 1987                          | 1995                      |
|             | مجموعة الموردين النوويين           | ?                             | ?                         |
|             | البنك الدولي للإنشاء والتعمير      | 27 ديسمبر 1945                | 27 ديسمبر 1945            |
|             | مؤسسة التنمية الدولية              | 24 سبتمبر 1960                | 12 أكتوبر 1960            |
|             | المنظمة الهيدروغرافية الدولية      | ?                             | ?                         |
|             | مجموعة العشرين                     | ?                             | ?                         |
|             | الفريق المعني برصد الأرض           | ?                             | ?                         |

## أعلام
هذه قائمة لبعض الشخصيات التي تربطها علاقات بالبلدين:
- أرنولد فوسلو (16 يونيو 1962[60][61][62] – )
- باسل راثبون (ممثل بريطاني، 13 يونيو 1892[63][64][65] – 21 يوليو 1967[63][64][65])
- تشارليز ثيرون (7 أغسطس 1975[66][67][68] – )

## وصلات خارجية
- موقع وزارة الخارجية الأمريكية
- موقع وزارة الخارجية الجنوب أفريقية